# Embajadores metróállomás
Embajadores metróállomás Spanyolország fővárosában, Madridban 3-as vonalán.

## Metróvonalak
Az állomást az alábbi vasút- metróvonalak érintik:
- 3-as metróvonal

## Kapcsolódó állomások
A metróállomáshoz az alábbi állomások vannak a legközelebb:
- Lavapiés (Moncloa, 3-as metróvonal)
- Palos de la Frontera (Villaverde Alto, 3-as metróvonal)